# Joaquín Moya-Angeler Sánchez
Joaquín Moya-Angeler Sánchez es un político y abogado español nacido en Murcia el 23 de enero de 1954. Es un reconocido autor de obras especializadas en tributación. Desde 1995 es Teniente de Alcalde de Economía y Hacienda y concejal Delegado del Ayuntamiento de Murcia por el partido popular. Existe una fundación que lleva su nombre (Fundación Moya-Angeler) que tiene como objeto la asistencia a niños y ancianos de la Región de Murcia.

## Biografía

### Formación y trayectoria
Se  licenció en derecho, especializándose en el derecho financiero y tributario y llevándole a formar parte del equipo de Docencia e Investigación de la Universidad de Murcia como titular de Estudios Avanzados e Investigación en el Doctorado de Derecho Financiero y Tributario, así como profesor de Master en Tributación como parte del convenio de la Universidad de Murcia para el programa de prácticas de los alumnos en empresas.
En 2008 fue nombrado miembro del máximo órgano de representación de la sociedad las universidades españolas, el Consejo Social de las Universidades Públicas.
En 2011 obtuvo el Doctorado en Economía, Hacienda y Sector Público con una calificación de sobresaliente cum laude por su tesis 'El coste de las obligaciones y deberes derivados de la normativa tributaria para la Administración Pública Española'. 
Es Consejero de Honor en la Cátedra de la Hacienda Territorial y del Observatorio de la Hacienda Territorial de la Universidad de Murcia.

### Actividad política
Joaquín Moya-Angeler Sánchez, en el ejercicio como Teniente de Alcalde, es el segundo en orden protocolario tras el alcalde y está vinculado en las decisiones importantes del Ayuntamiento. Entre sus competencias, están las derivadas de su cargo como Delegado de Relaciones Institucionales así como las relacionadas con el sector público, administración y economía y Hacienda entre otras:
Relaciones con la Secretaría General del Pleno, 
Oficina del Gobierno y Asesoría Jurídica, 
Relaciones, petición y remisión de oficios e informes con el Defensor del Pueblo de la Región de Murcia, 
Relaciones con el Consejo Económico – Administrativo de Murcia. 
Petición o solicitud de dictámenes al Consejo Consultivo de la Región de Murcia y Junta Consultiva de Contratación. 
Relaciones con el Consejo Social de la Ciudad.
El 24 de mayo de 2015 no concurrió en las listas del Partido Popular de Murcia a la alcandía del Municipio, por lo que su mandato finalizó con la toma de posesión del nuevo Alcalde D. José Ballesta Germán el 14 de junio de 2015. En el cargo de Primer Teniente de Alcalde fue relevado por D. Roque José Ortíz González y como concejal delgado de Relaciones institucionales le sustituyó María del Carmen Pelegrín García. 

## Obra

#### Algunas publicaciones
Ha escrito más de 30 publicaciones. Estas son algunas de las más destacadas.
| Título | año  | editorial                                                                                 |
| --- | ---- | ----------------------------------------------------------------------------------------- |
| La nueva tributación en las haciendas locales. pp. 1011-1014. ISSN Nº 4 0211-2744, Nº 4 \|issn= incorrecto (ayuda). | 1989 | La Ley: Revista jurídica española de doctrina, jurisprudencia y bibliografía              |
| Alcance de las nuevas responsabilidades por el impuesto sobre bienes inmuebles, impuesto sobre el incremento de valor de los terrenos de naturaleza urbana, así como de los precios públicos. pp. 1204-1216. ISSN Nº 4 0211-2744, Nº 4 \|issn= incorrecto (ayuda). | 1990 | La Ley: Revista jurídica española de doctrina, jurisprudencia y bibliografía              |
| Las obligaciones y responsables tributarios en sus distintas formas y modalidades: hipoteca legal tácita, afección de bienes y derecho de prelación de la Hacienda. pp. 19-58. ISSN Nº 89 1138-9540, Nº 89 \|issn= incorrecto (ayuda).                             | 1990 | Estudios financieros. Revista de contabilidad y tributación: Comentarios, casos prácticos |
| Responsables tributarios en el IBI, plusvalía y precios públicos. pp. 3-24. ISSN Nº 91 1138-9540, Nº 91 \|issn= incorrecto (ayuda). | 1990 | Estudios financieros. Revista de contabilidad y tributación: Comentarios, casos prácticos |
| un Calidad total: reto permanente en IBM (Ejemplar dedicado a: La calidad en la empresa (II) (54). pp. 103-110. ISSN 0211-1535. | 1991 | Boletín del Círculo de Empresarios                                                        |
| El pabellón distribuido de kioscos de información. pp. 61-62. ISSN Nº 288 0422-2784, Nº 288 \|issn= incorrecto (ayuda). | 1992 | Economía industrial                                                                       |
| La competitividad como factor de competitividad. pp. 131-138. ISSN Nº 56 0211-1535, Nº 56 \|issn= incorrecto (ayuda). | 1992 | Boletín del Círculo de Empresarios                                                        |
| Origen y situación actual de la gestión del conocimiento. pp. 397-401. ISSN AñO Nº 19, Nº 87 0212-4386, AñO Nº 19, Nº 87 \|issn= incorrecto (ayuda). | 1992 | Economistas                                                                               |
| La competitividad como factor de competitividad. pp. 397-401. ISSN Nº 56 AñO Nº 19, Nº 87 0211-1535, Nº 56 AñO Nº 19, Nº 87 \|issn= incorrecto (ayuda). | 1992 | Boletín del Círculo de Empresarios                                                        |
| La prescripción tributaria. ISSN Nº 6 1130-9946, Nº 6 \|issn= incorrecto (ayuda). | 2012 | Boletín del Círculo de Empresarios                                                        |
| Las obligaciones y deberes derivados de la normativa tributaria en el marco de la relación jurídica tributaria. ISSN Nº 7814 1138-9907, Nº 7814 \|issn= incorrecto (ayuda).                                                                                        | 2012 | Actualidad Administrativa                                                                 |
| El Coste para la Administración Pública de las Obligaciones Tributarias. p. 638. ISBN 978-84-309-5470-4. | 2012 | TECNOS                                                                                    |
| Crisis Económica y entidades Locales (varios autores). p. 638. ISBN 9788498984736. | 2012 | Lex Nova                                                                                  |
| Mecanismos de Defensa del Contribuyente. Isbn Ebook: 9788491431695 | 2016 | Editorial Tirant Lo Blanch                                                                |
| Trading de futuros desde cero: consigue un nivel básico de competencia en un tiempo breve. ISBN: 9788417192952. p. 375 | 2017 | Diego Marin Librero Editor Sl                                                             |
| 12 preguntas sobre mercados financieros... y sus respuestas ISBN-13 979-8782930196 | 2022 | Independently published                                                                   |